# Ranunculus circinatus
Il ranuncolo circinnato (nome scientifico Ranunculus circinatus Sibth., 1794) è una pianta acquatica appartenente alla famiglia delle Ranunculaceae, comune nelle acque stagnanti.

## Etimologia
Il nome generico (Ranunculus), passando per il latino, deriva dal greco Batrachion, e significa "rana" (è Plinio scrittore e naturalista latino, che c'informa di questa etimologia) in quanto molte specie di questo genere prediligono le zone umide, ombrose e paludose, habitat naturale degli anfibi. L'epiteto specifico (circinatus = arrotolato) derivato dal latino si riferisce alla particolare forma dei peduncoli fruttiferi.

Il binomio scientifico attualmente accettato (Ranunculus circinatus) è stato proposto dal botanico inglese John Sibthorp (1758 – 1796) in una pubblicazione del 1794.

## Descrizione

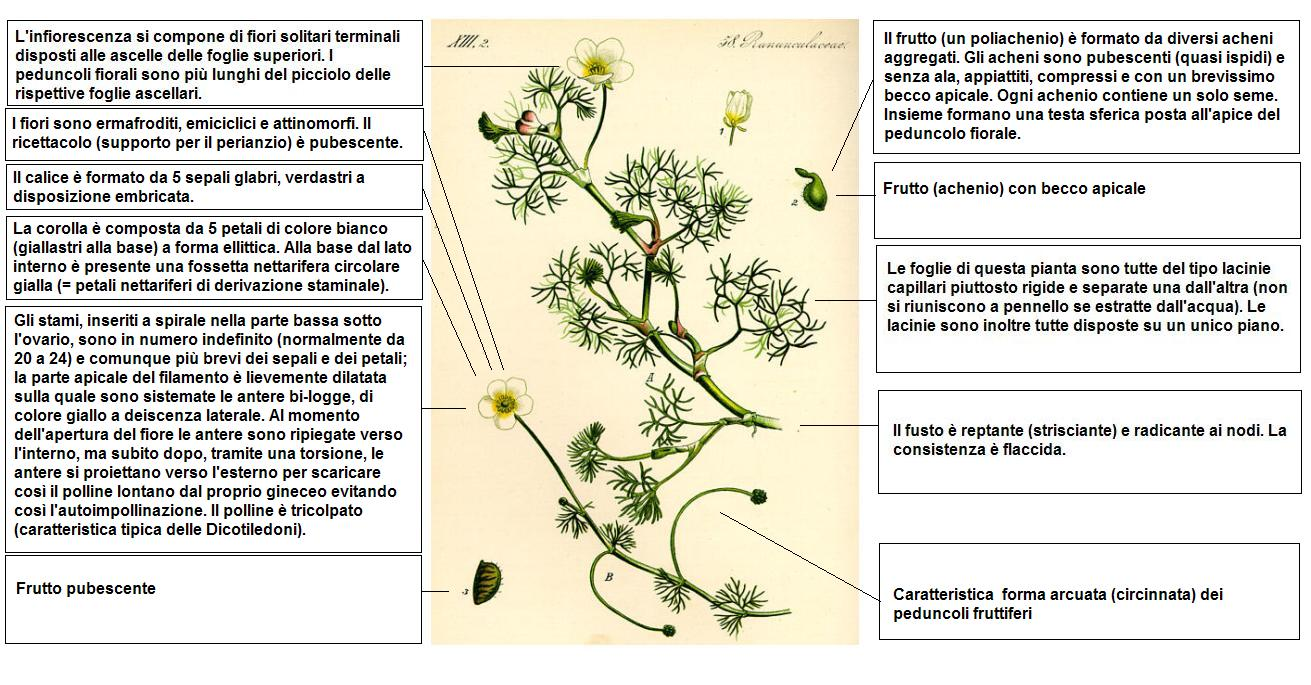
Descrizione delle parti della pianta

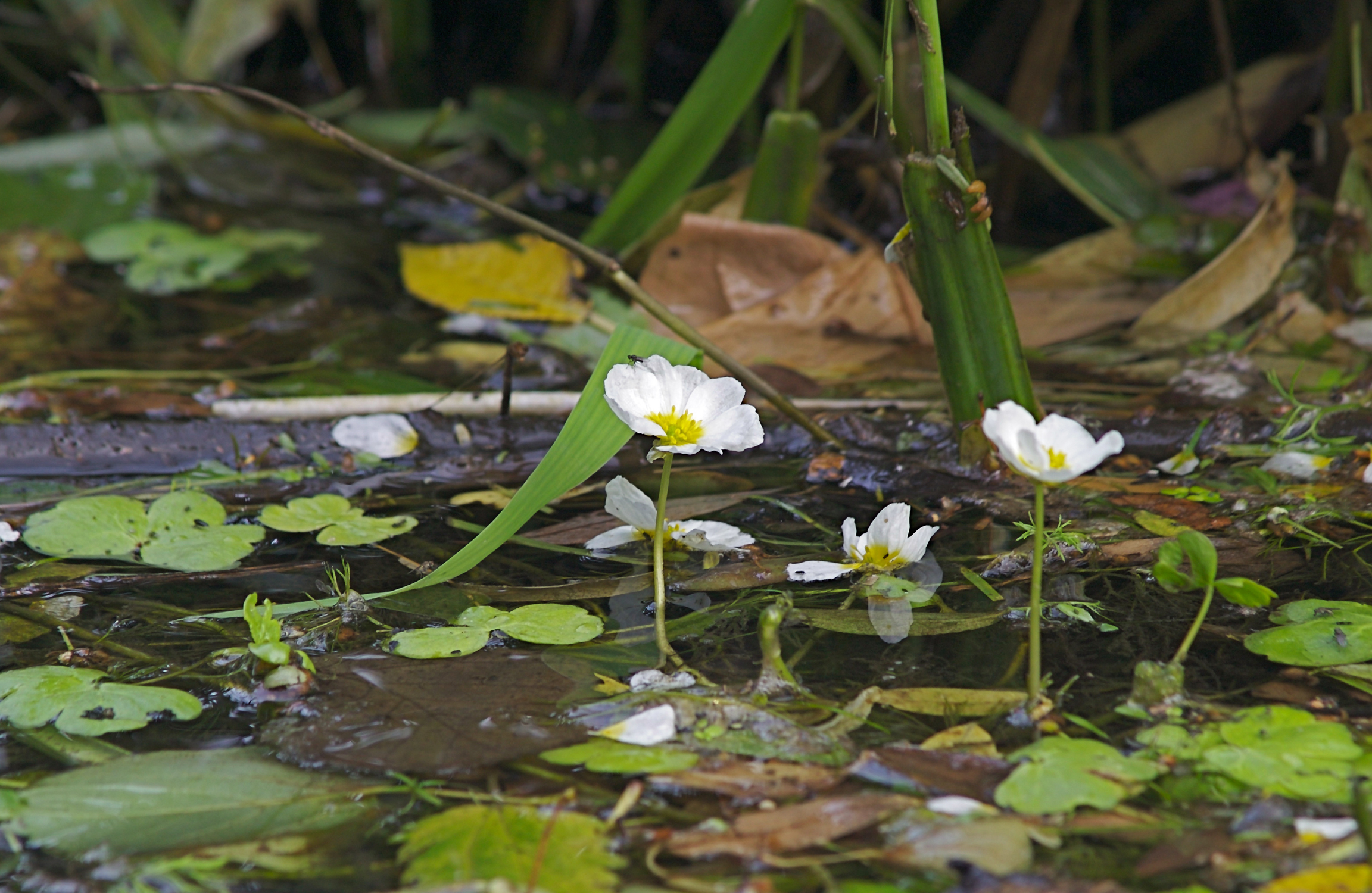
Il portamento

È una pianta erbacea palustre a portamento in parte sommerso. La lunghezza media varia da 2 a 4 dm (massimo 10 dm). Da un punto di vista biologico è definita idrofita radicante (I rad), ossia è una pianta acquatica pianta perenne (o annuale) le cui gemme si trovano sommerse o natanti con un apparato radicale che le ancora al fondale. In certi casi queste piante possono essere definite anche terofite in quanto superano la stagione avversa sotto forma di seme. 

### Radici
Le radici sono immerse nel fondale.

### Fusto
Il fusto è reptante (strisciante) e radicante ai nodi. La consistenza è flaccida. Diametro dei fusti inferiori: minore di 3 – 4 mm.

### Foglie

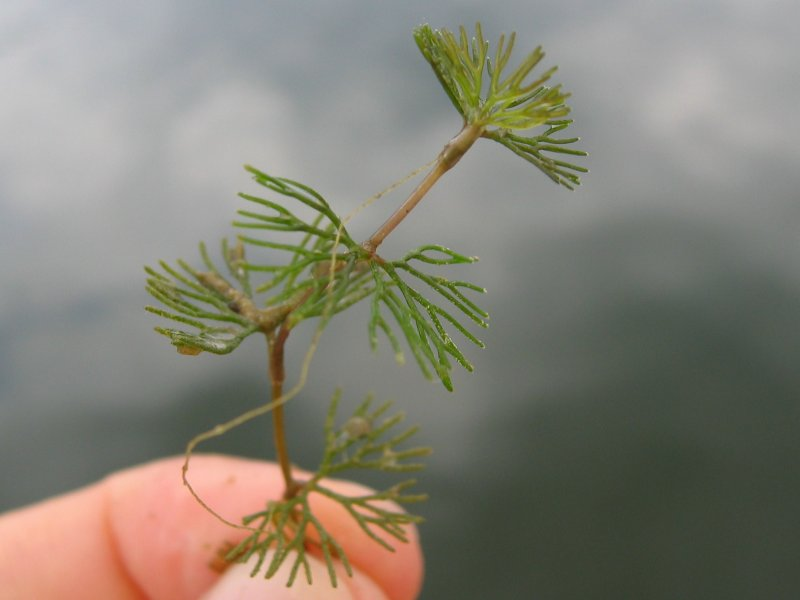
Le foglie

Le foglie di questa pianta sono tutte del tipo lacinie capillari piuttosto rigide e separate una dall'altra (non si riuniscono a pennello se estratte dall'acqua). Le lacinie sono inoltre tutte disposte su un unico piano. Lunghezza delle lacinie: 1 – 2 cm.

### Infiorescenza
L'infiorescenza si compone di fiori solitari terminali disposti alle ascelle delle foglie superiori. I peduncoli fiorali sono più lunghi del picciolo delle rispettive foglie ascellari. Lunghezza dei peduncoli: 1 – 2 cm.

### Fiore
I fiori sono ermafroditi, emiciclici e attinomorfi. I fiori sono di tipo molto arcaico anche se il perianzio(o anche più esattamente il perigonio) di questo fiore è derivato dal perianzio di tipo diploclamidato (tipico dei fiori più evoluti), formato cioè da due verticilli ben distinti e specifici: sepali e petali. Il ricettacolo (supporto per il perianzio) è pubescente. Diametro dei fiori: 13 – 20 mm.
- Formula fiorale: per queste piante viene indicata la seguente formula fiorale:

* K 5, C 5, A molti, G 1-molti  (supero), achenio
- Calice: il calice è formato da 5 sepali glabri, verdastri a disposizione embricata. In realtà i sepali sono dei tepali sepaloidi[8].
- Corolla: la corolla è composta da 5 petali di colore bianco (giallastri alla base) a forma ellittica. Alla base dal lato interno è presente una fossetta nettarifera circolare gialla (= petali nettariferi di derivazione staminale). In effetti anche i petali della corolla non sono dei veri e propri petali: potrebbero essere definiti come elementi del perianzio a funzione vessillifera[9]. Dimensione dei pepali: larghezza 4 mm; lunghezza 5 – 6 mm.
- Androceo: gli stami, inseriti a spirale nella parte bassa sotto l'ovario, sono in numero indefinito (normalmente da 20 a 24) e comunque più brevi dei sepali e dei petali; la parte apicale del filamento è lievemente dilatata sulla quale sono sistemate le antere bi-logge, di colore giallo a deiscenza laterale. Al momento dell'apertura del fiore le antere sono ripiegate verso l'interno, ma subito dopo, tramite una torsione, le antere si proiettano verso l'esterno per scaricare così il polline lontano dal proprio gineceo evitando così l'autoimpollinazione. Il polline è tricolpato (caratteristica tipica delle Dicotiledoni).
- Gineceo: l'ovario è formato da diversi carpelli (da 12 a 60 e più) liberi uniovulari; sono inseriti a spirale sul ricettacolo; gli ovuli sono eretti e ascendenti. I pistilli sono apocarpici (derivati appunto dai carpelli liberi) con la parte basale (il carpello) verde chiaro quasi trasparente.
- Fioritura: da maggio a giugno.

### Frutti
Il frutto (un poliachenio) è formato da diversi acheni aggregati. Gli acheni sono pubescenti (quasi ispidi) e senza ala, appiattiti, compressi e con un brevissimo becco apicale. Ogni achenio contiene un solo seme. Insieme formano una testa sferica posta all'apice del peduncolo fiorale. 

## Riproduzione
La riproduzione di questa pianta avviene per via sessuata grazie all'impollinazione degli insetti pronubi (soprattutto api) in quanto è una pianta provvista di nettare (impollinazione entomogama). La dispersione dei semi è soprattutto idrocoria.

## Distribuzione e habitat

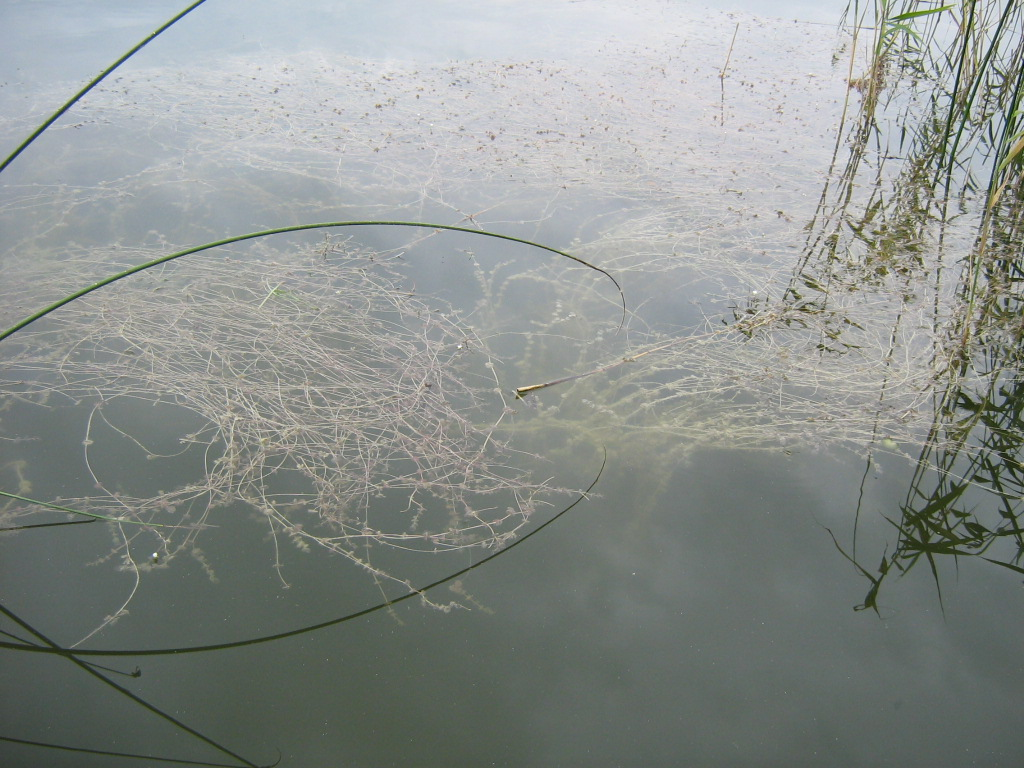
L'habitat

- Geoelemento: il tipo corologico (area di origine) è Eurasiatico – Temperato.
- Distribuzione: in Italia questa ranuncolacea si trova comunemente nella Pianura Padana, ma anche in Puglia e Sicilia. Nelle Alpi si trova nelle seguenti province: BL, BZ, TN, CO, BG e BS. In altre zone delle Alpi è presente in Austria (länder: Carinzia, Stiria, Salisburgo e Austria Superiore), in Svizzera (cantoni: Grigioni, Ticino, Vallese e Berna) e in Francia (dipartimenti: Alta Savoia e Savoia). Negli altri rilievi europei si trova nella: Foresta Nera, Massiccio del Giura, Massiccio Centrale, Alpi Dinariche e i monti Carpazi.
- Habitat: l'habitat tipico per questa specie sono le acque stagnanti o lentamente defluenti. Il substrato preferito è sia calcareo che calcareo/siliceo con pH neutro e terreno con medi valori nutrizionali permanentemente bagnato (e sommerso).
- Distribuzione altitudinale: sui rilievi queste piante si possono trovare fino a 200 m s.l.m.; frequentano quindi il piano vegetazionale collinare.

### Fitosociologia
Dal punto di vista fitosociologico la specie di questa voce appartiene alla seguente comunità vegetale:
Formazione: delle comunità acquatiche natanti o sommerse
Classe: Potametea pectinati
Ordine: Potametalia pectinati
Alleanza: Nymphaeion albae

## Tassonomia
Il genere Ranunculus è un gruppo molto numeroso di piante comprendente oltre 400 specie originarie delle zone temperate e fredde del globo, delle quali quasi un centinaio appartengono alla flora spontanea italiana. La famiglia delle Ranunculaceae invece comprende oltre 2500 specie distribuite su 58 generi. 

Le specie spontanee della nostra flora sono suddivise in tre sezioni (suddivisione a carattere pratico in uso presso gli orticoltori organizzata in base al colore della corolla): Xanthoranunculus – Batrachium – Leucoranunculus. La specie Ranunculus circinatus appartiene alla sezione di mezzo (Batrachium) caratterizzata dall'avere i peduncoli fruttiferi arcuati, acheni rugosi, piante sommerse con petali più o meno bianchi e fossetta nettarifera non squamata.

Un'altra suddivisione, che prende in considerazione caratteristiche morfologiche ed anatomiche più consistenti (ma fondamentalmente simili), è quella che divide il genere in due sottogeneri (o subgeneri), assegnando il Ranunculus circinatus al subgenere Batrachium, caratterizzato da piante con fusti molli (privi di tessuti di sostegno – a parte i peduncoli fiorali), peduncoli dell'infiorescenza ricurvi alla fruttificazione (l'altro subgenere Ranunculus è dedicato alle specie terrestri).

Il numero cromosomico di R. circinatus è: 2n = 16.

### Variabilità
L'ambiente acquatico condiziona morfologicamente la crescita di queste piante, si ha così una grande varietà fenotipica. La crescita in ambienti diversi (acque più o meno profonde, temperature diverse e altro) determinano delle condizioni morfologiche dipendenti dall'ambiente stesso per cui il riconoscimento della specie può risultare difficile.

#### Varietà e forme
Nell'elenco che segue sono indicate alcune varietà e forme: 
- Ranunculus circinatus var. subrigidus (W.B.Drew) L.D.Benson (1948) (trovato per la prima volta in America del Nord).
- Ranunculus circinatus var. pseudocircinatus (Arvet-Touvet) P. Fourn. (1936)

### Ibridi
Del “ranuncolo circinnato” è stato descritto il seguente ibrido:
- Ranunculus × glueckii A. Félix ex C. Cook (1960) - Ibrido con Ranunculus trichophyllus

### Sinonimi
Questa entità ha avuto nel tempo diverse nomenclature. L'elenco che segue indica alcuni tra i sinonimi più frequenti:
- Batrachium circinatum (Sibth.) Spach. (1839) (basionimo)
- Batrachium foeniculaceum (Gilib.) Krecz. (2001)
- Ranunculus capillaceus Thuill.
- Ranunculus divaricatus Auct.
- Ranunculus foeniculaceus Gilib.
- Ranunculus rotundatus Pers. (1795)

### Specie simili
Nella flora alpina si possono indicare cinque specie di ranuncolo acquatico (oltre a quello di questa voce), tra le più comuni, abbastanza simili tra di loro:
- Ranunculus aquatilis L. (1753) - Ranuncolo acquatico: in Italia è il più comune dei ranuncoli acquatici.
- Ranunculus fluitans Lam. (1779) - Ranuncolo fluitante: sono presenti solo foglie capillari con picciolo e portamento molto allungato e raccolto.
- Ranunculus peltatus Schrank (1789) - Ranuncolo peltato: vive nelle Alpi orientali, probabilmente è presente in Carnia (ma anche sul versante tirrenico della Penisola); si distingue per i fusti tubilosi.
- Ranunculus penicillatus (Dumort.) Bab. (1874) - Ranuncolo pennello: si trova nelle Alpi centrali; spesso è privo di foglie laminate, mentre quelle capillari sono molto lunghe (fino a 20 cm).
- Ranunculus trichophyllus Chaix (1785) - Ranuncolo a foglie capillari: è comune su tutte le Alpi; è completamente privo di foglie a lamina; le lacinie sono rigide e divergenti.

## Usi

### Farmacia
Queste piante contengono l'anemonina; una sostanza particolarmente tossica per animali e uomini. Infatti gli erbivori brucano le foglie di queste piante con molta difficoltà e solamente dopo una buona essiccazione (erba affienata) che fa evaporare le sostanze più pericolose. Anche le api evitano di bottinare il nettare dei “ranuncoli”. Sulla pelle umana queste piante possono creare delle vesciche (dermatite); mentre sulla bocca possono provocare intenso dolore e bruciore alle mucose.